# 瀟湘八景
瀟湘八景（しょうしょう はっけい）とは、中国の山水画の伝統的な画題。またその8つの名所のこと。瀟湘は湖南省一帯の地域。洞庭湖と流入する瀟水と湘江の合流するあたりを瀟湘といい、古より風光明媚な水郷地帯として知られる。北宋時代の高級官僚・宋迪はこの地に赴任したときにこの景色を山水図として画いた。後にこの画題が流行し、やがては日本にも及んだ。

## 概説

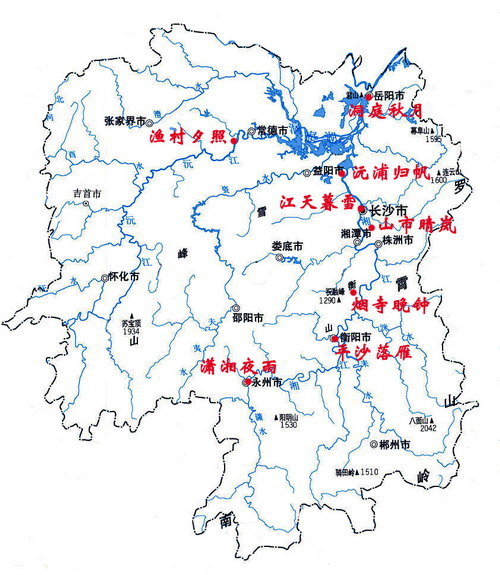
湖南省の地図と瀟湘八景の位置

瀟湘は単に風光明媚というだけではなく、かつては楚の中心地として栄え、伝説や神話に彩られた土地である。
かの有名な桃源郷の伝説もこの一帯から生まれた。
屈原の『楚辞』「九歌」や「離騒」には、伝説上の皇帝堯の二人の娘湘君・湘妃の物語が幻想的に詠われている。二人の娘は次の皇帝舜帝の妃娥皇・女英となり、夫の舜が遠征の途中、湘江の畔で命を落とすと後を追って洞庭湖に身投げし、湘江の神となったという。後に二人は湘山に祀られた。戦国時代、この詩を詠んだ屈原自身もこの地を彷徨い、詩を詠み、ついには失意のうちに身を投じている。洞庭湖の畔に建つ岳陽楼には各地から文人が集い雅会を開いた。唐の張説・杜甫、宋代の范仲淹など多くの詩文がこの名勝の地で生まれた。
宋迪も瀟湘のそういった点を充分に踏まえて、瀟湘八景図を画いたと思われる。これは文人による山水画題の嚆矢といえる。ただし、宋迪が自らの画に瀟湘八景と命名したわけではないようである。瀟湘八景を宋迪が編み出したという通説の初出は沈括による随筆集『夢渓筆談』とされる。その「書画の巻」で宋迪の山水を紹介し湘江流域の8つの名勝を指して瀟湘八景と呼んでいる。この画題は文人・士大夫の文雅の価値観に当てはまり、その後多くの画人によって制作され北宋末には流行した。北宋の風流皇帝として知られる徽宗はこの画題に魅了され、宮廷画家を派遣してまで画題を追究し、自らも十二景を画いている。南宋にも継承され、夏珪・馬遠など多くの宮廷画家が作品を残した。
文人が詩を添えるための絵を画家に描かせ、できた絵に文人が詩を書き込むという絵画鑑賞の形が当時はあり、北宋末から南宋にかけての時期は宮廷でもこうした鑑賞方法のための絵画制作が行われていた。詩句の詩情にあうような絵や文人的価値にあうような絵を描く画家を画院に採用するため、詩の一部など短い題を与えてふさわしい絵を描いた画家を登用することも行われた。こうした背景の中、文人的価値をわかりやすく反映させるような八景や十二景といった名数の画題、とりわけ瀟湘八景は非常な人気を博し、士大夫だけでなく一般庶民の間にまで広まっていった。しかし、元代になると文人・士大夫は、四字句の題だけで瀟湘の名所を過剰に分かりやすく解説し、広く知られるようになった画題を「俗」と見なすようになり、南宋末までの流行は終焉し、以後はほとんど画かれることはなくなった。
中国では急速に退潮した瀟湘八景図ではあるが、しだいに東アジア各地に伝播し、朝鮮や日本で盛んに画かれるようなる。またそれぞれ固有の八景が瀟湘八景になぞらえて描かれるようになった。

## 瀟湘八景の内容
瀟湘八景は以下からなり、すべて湖南省に属している。
- 瀟湘夜雨 ［しょうしょう やう］ ：永州市零陵区萍島瀟湘亭。瀟湘の上にもの寂しく降る夜の雨の風景。
- 平沙落雁 ［へいさ らくがん］ ：衡陽市雁峰区回雁峰。秋の雁が鍵になって干潟に舞い降りてくる風景。
- 煙寺晩鐘 ［えんじ ばんしょう］ ：衡山県清涼寺。夕霧に煙る遠くの寺より届く鐘の音を聞きながら迎える夜。
- 山市晴嵐 ［さんし せいらん］ ：湘潭市昭山。山里が山霞に煙って見える風景。
- 江天暮雪 ［こうてん ぼせつ］ ：長沙市岳麓区橘子洲。日暮れの河の上に舞い降る雪の風景。
- 漁村夕照 ［ぎょそん せきしょう］ ：桃源県武陵渓。夕焼けに染まるうら寂しい漁村の風景。
- 洞庭秋月 ［どうてい しゅうげつ］ ：岳陽市岳陽楼区岳陽楼。洞庭湖の上にさえ渡る秋の月。
- 遠浦帰帆 ［えんぽ きはん］ ：湘陰県県城・湘江沿岸。帆かけ舟が夕暮れどきに遠方より戻ってくる風景。

## 日本への影響
『瀟湘八景図』 雪舟　　狩野探幽による寛文11年（1671年）の写真
鎌倉時代から室町時代にかけて牧谿や玉澗など画僧の瀟湘八景図が日本にもたらされ、日本絵画に大きな影響を与えた。狩野派、岩佐又兵衛などにより「瀟湘八景」が好んで描かれたほか、自国の風景にも関心が高まり、近江八景や金沢八景などが選ばれ、葛飾北斎、歌川広重など当時人気の浮世絵師によっても描かれた。
近代以降も橋本雅邦、横山大観らがこのテーマを採り上げている。

### 横山大観による瀟湘八景図

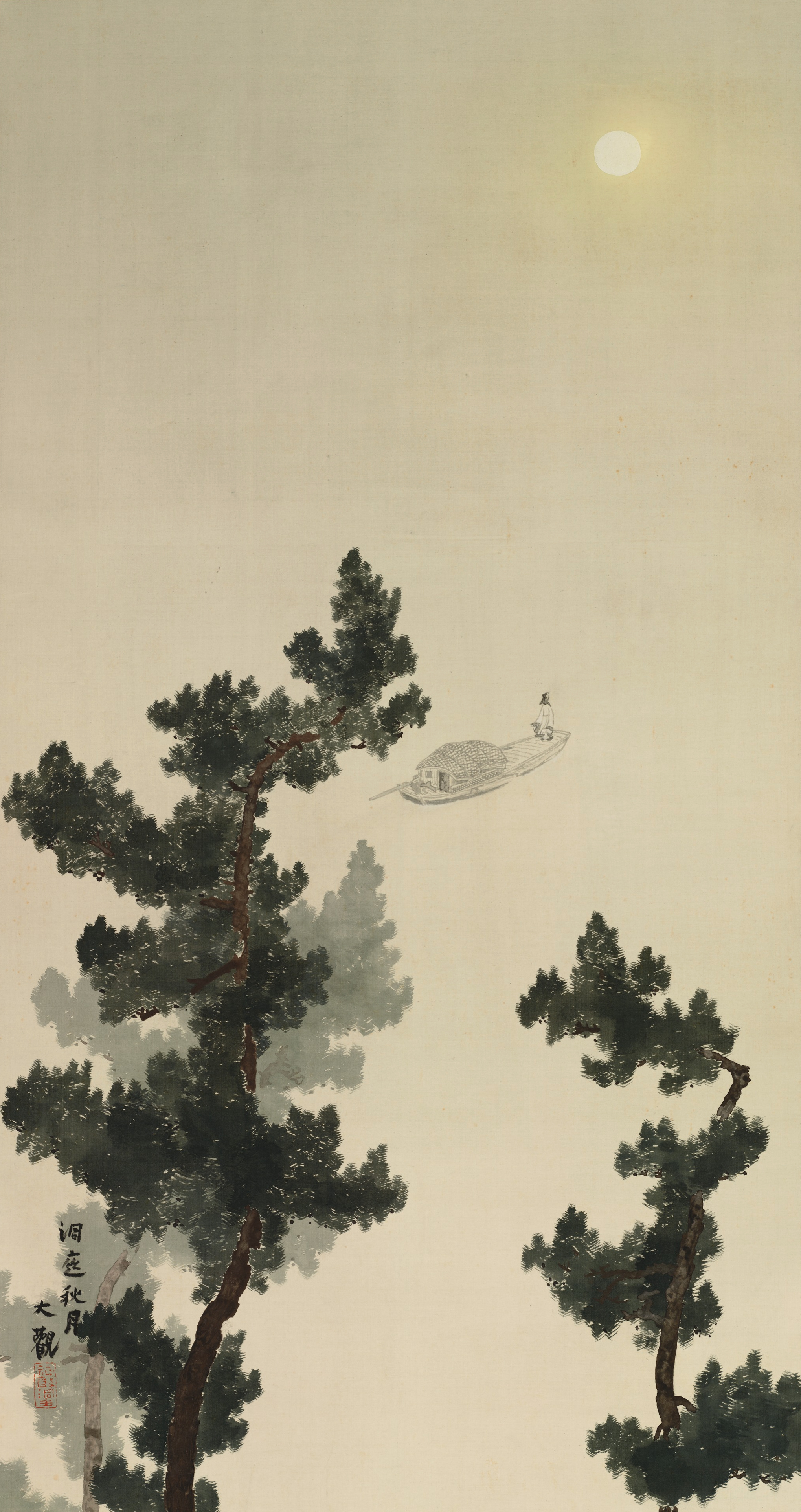
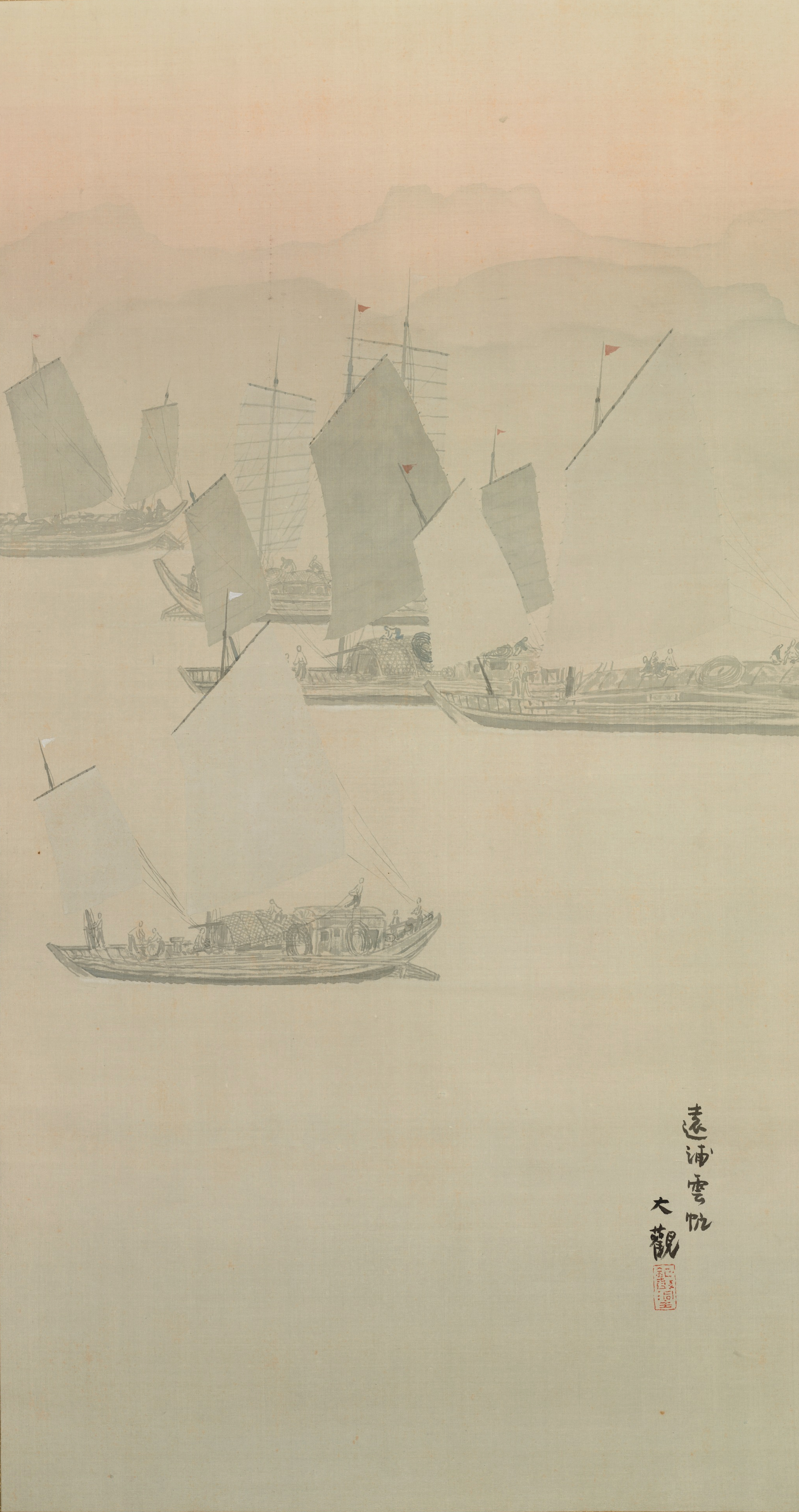
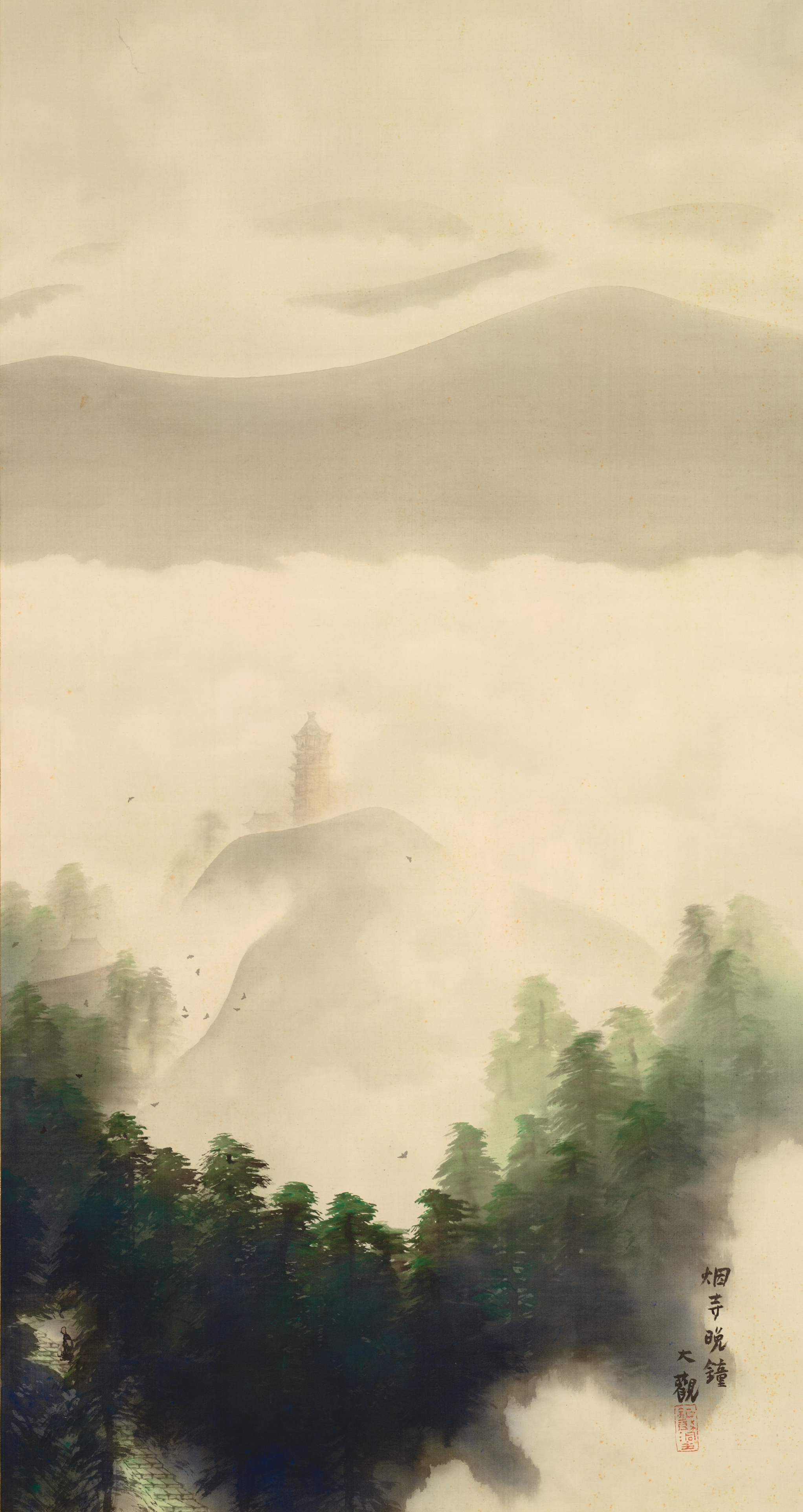
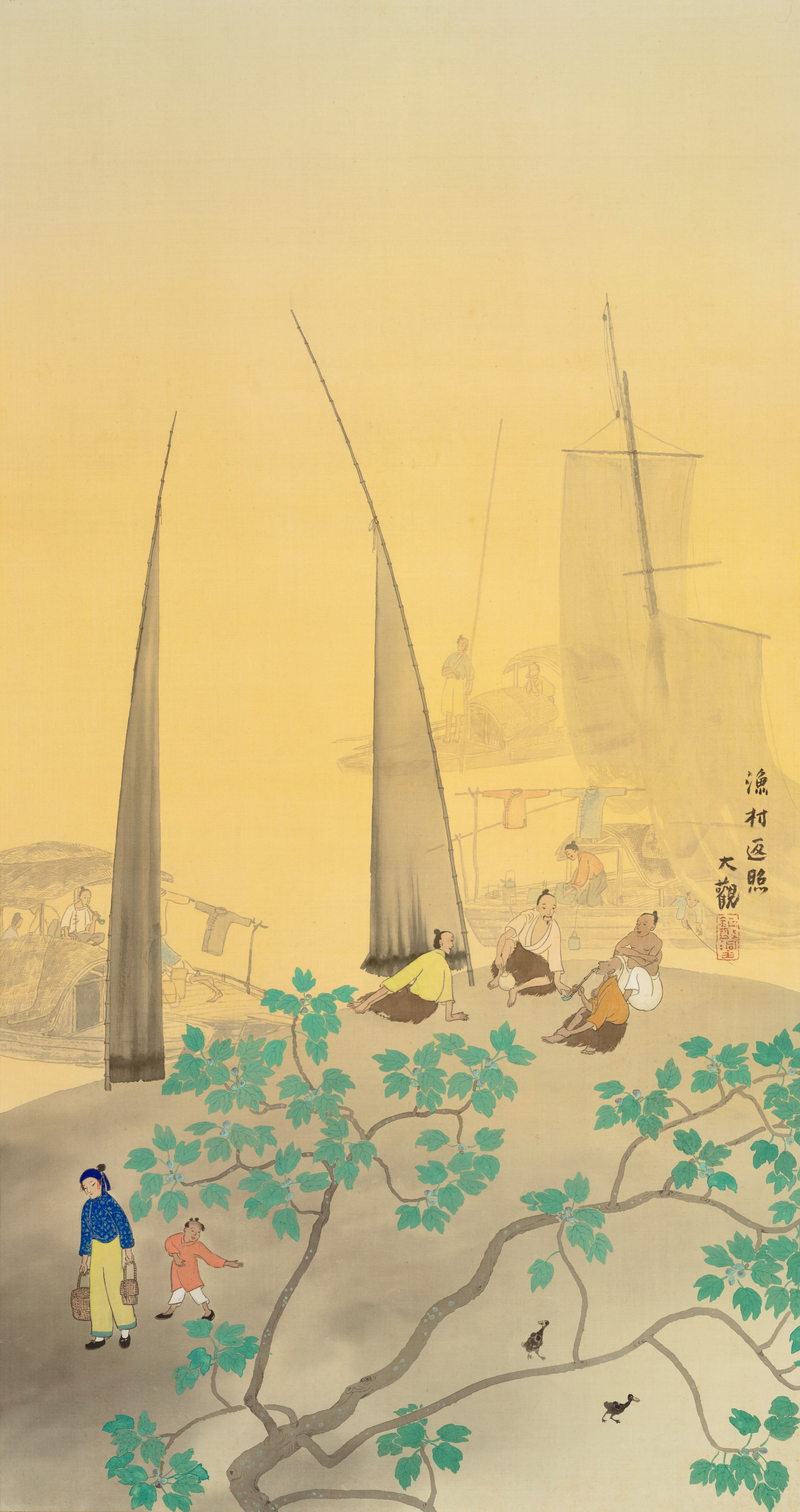
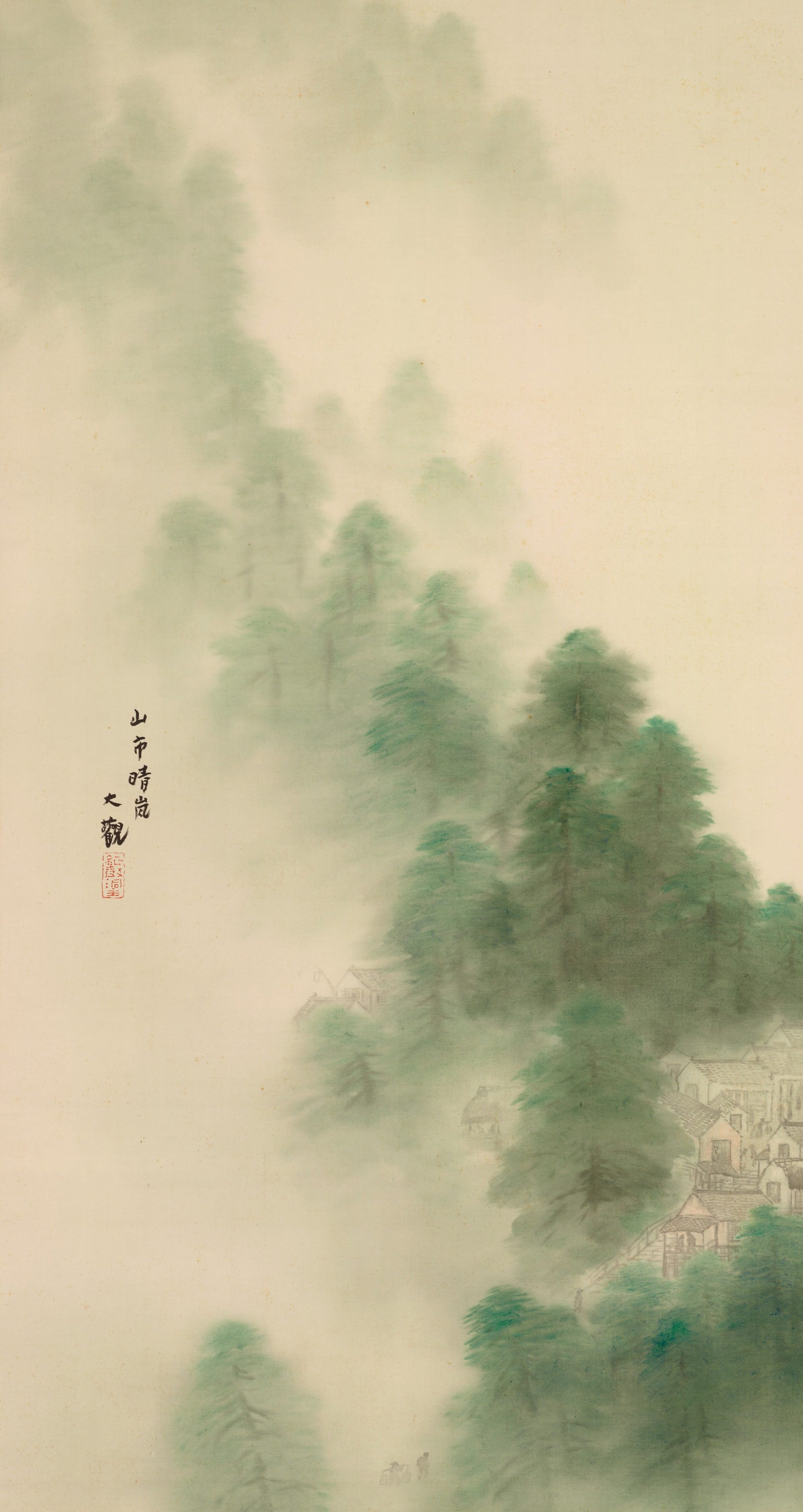
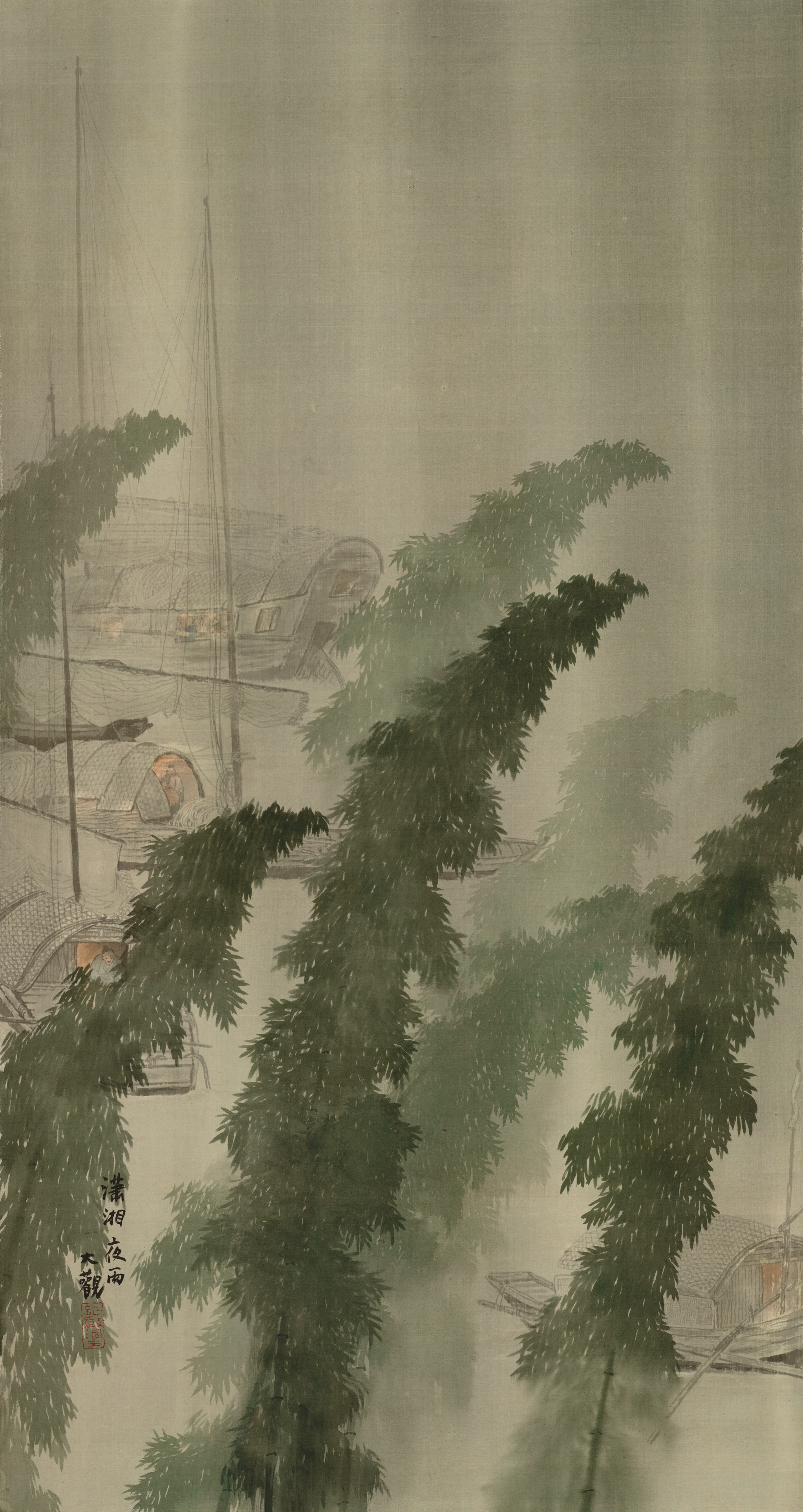
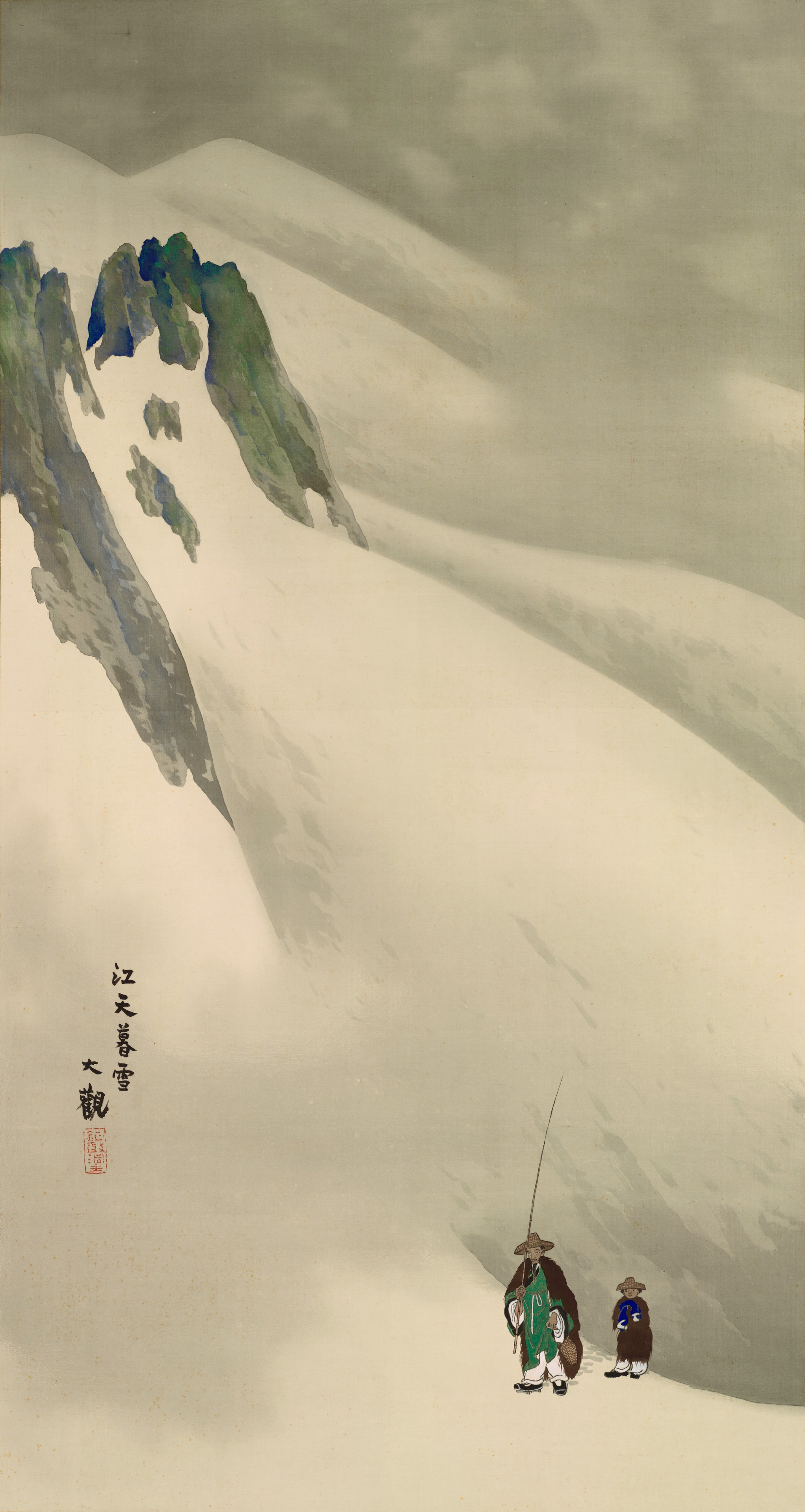
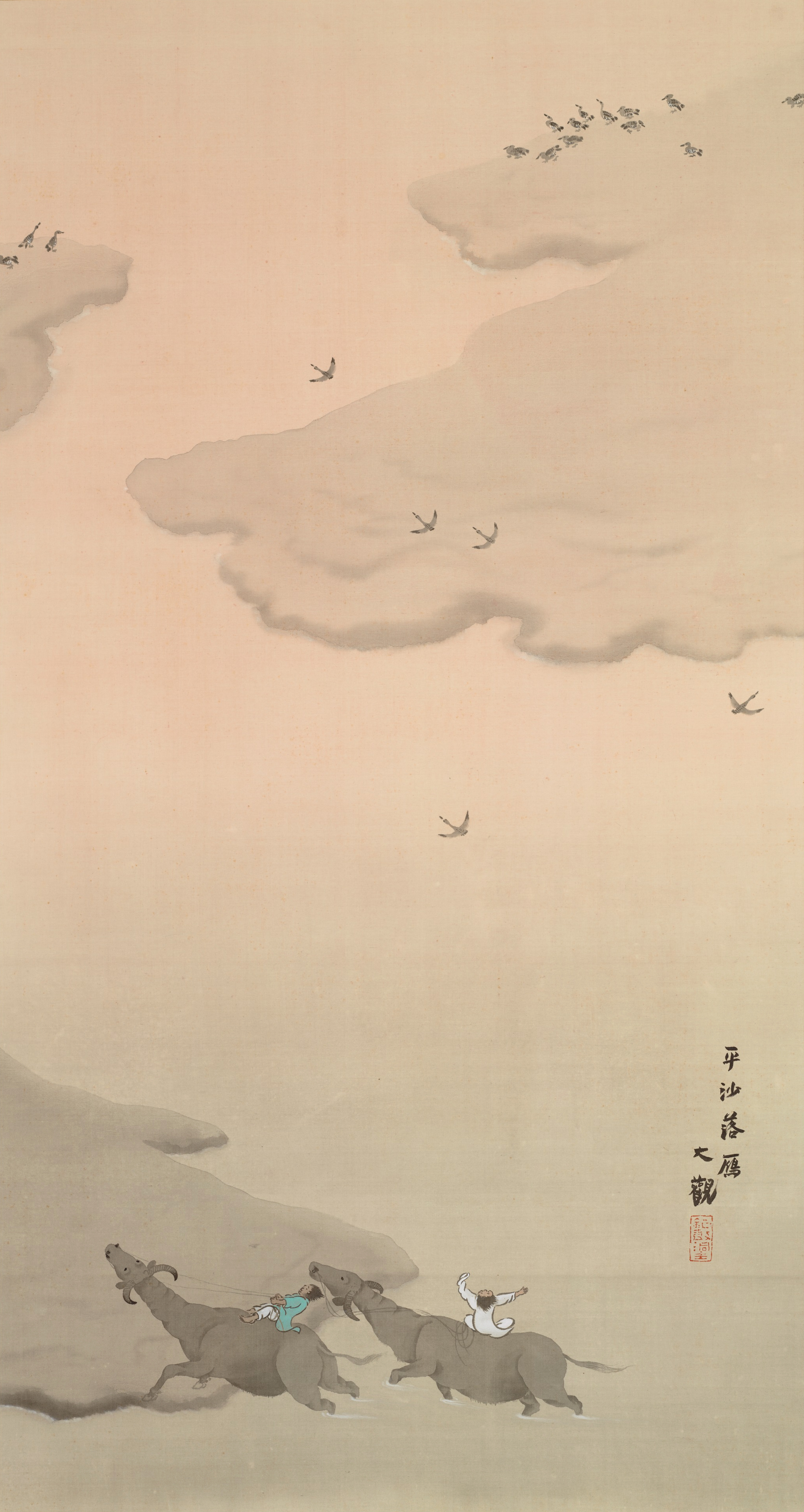